# Turismo em Buenos Aires

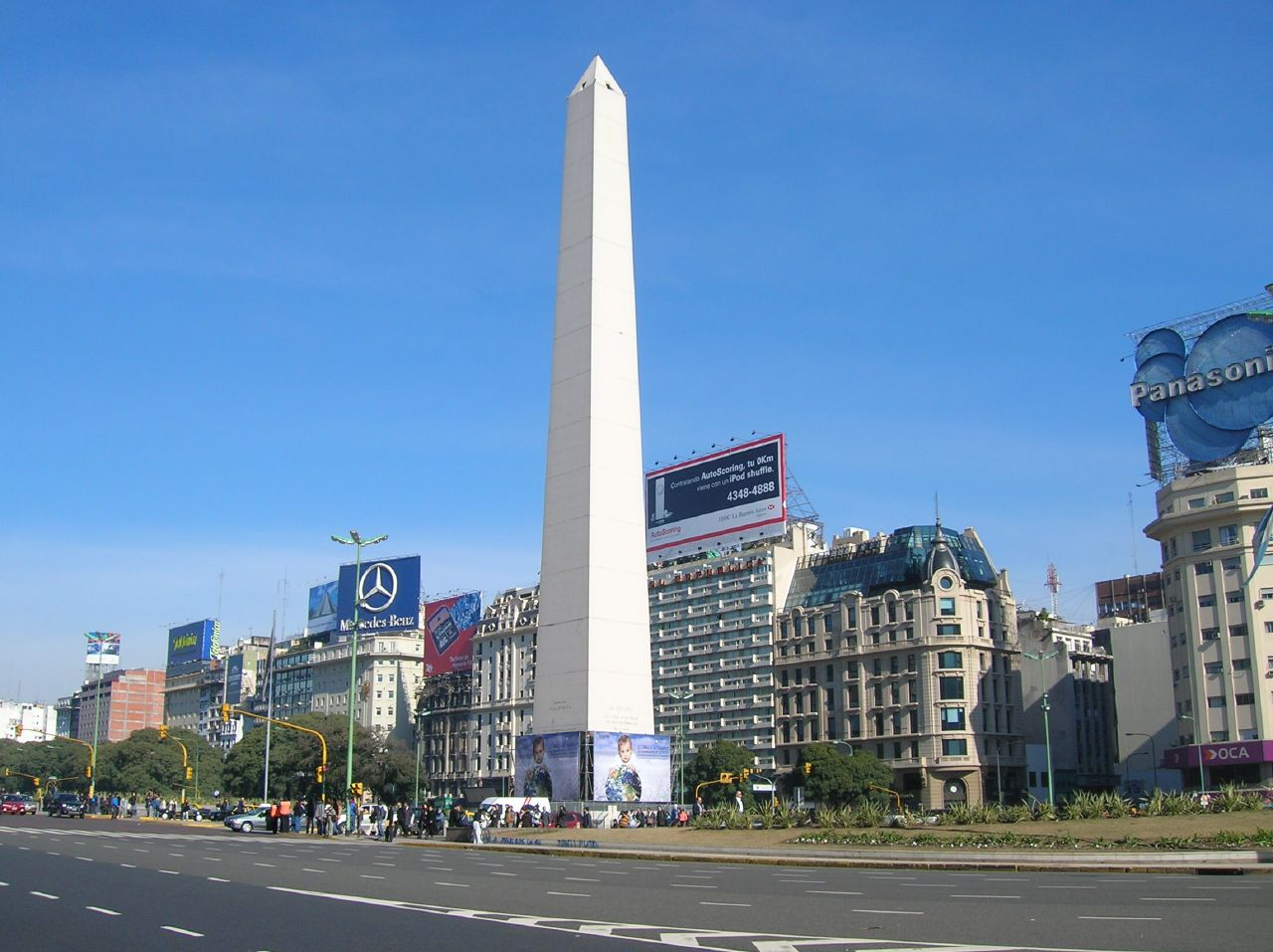
Obelisco de Buenos Aires.

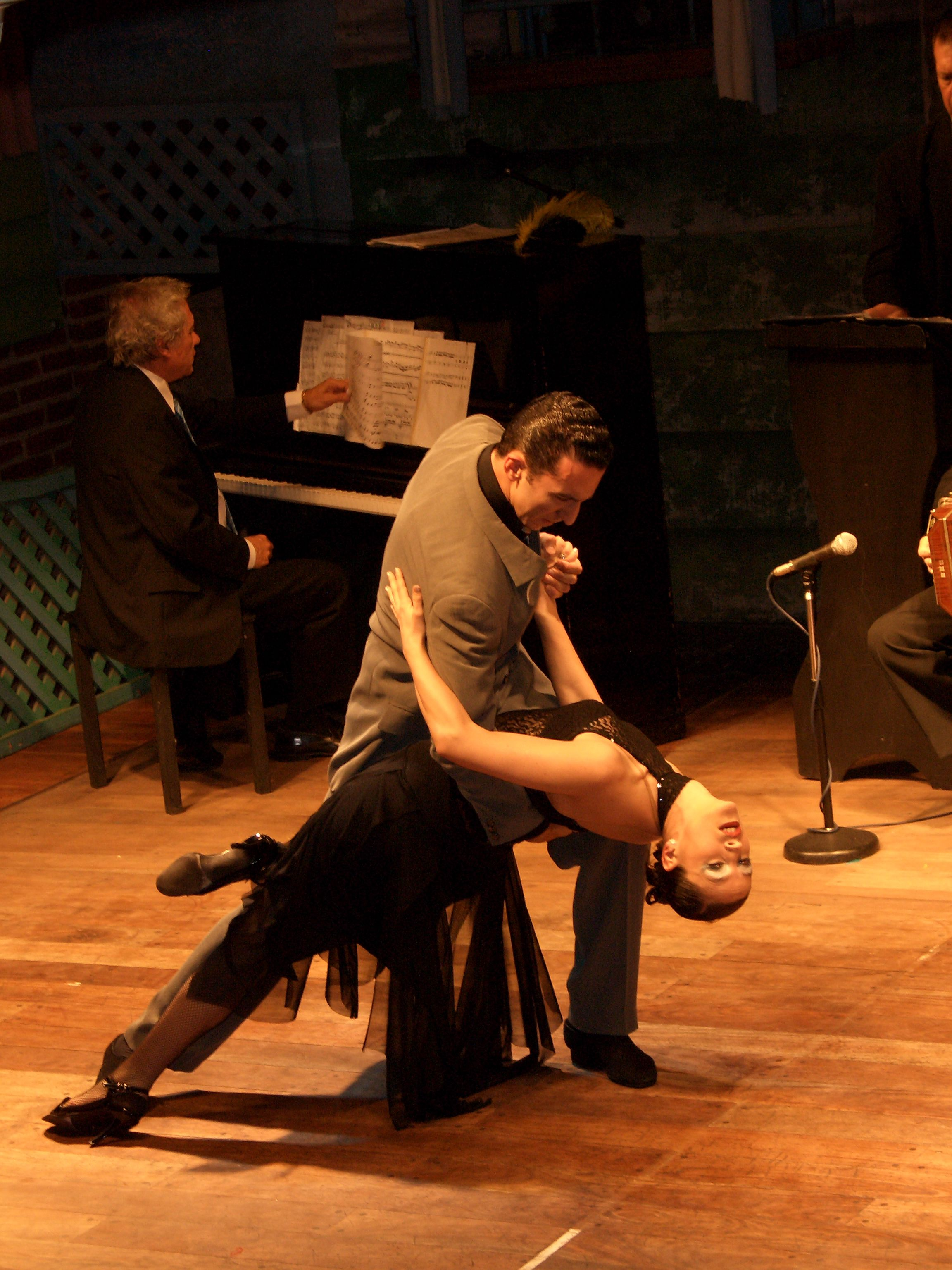
Um espetáculo de tango

A cidade de Buenos Aires conta com o Aeroporto Internacional de Ezeiza (situado a 35 km da cidade) e com um aeroporto doméstico, o Aeroparque Jorge Newbery. Conta com o terminal rodoviário (em Portugal, terminal de autocarros) de Retiro, de onde partem e chegam linhas de ônibus (autocarros) para todas as regiões do país e para cidades do Chile, Peru, Bolívia, Paraguai, Uruguai e Brasil. Conta ainda com ferry-boats que a conectam com as cidades de Colônia do Sacramento, Montevidéu e Piriápolis, no vizinho Uruguai.
Fica a 1630 km ao norte de outro importante destino turístico argentino, a cidade de Bariloche.
Shows de tango são um grande atrativo da cidade por se tratarem de um aspecto cultural importante do povo argentino. Diversas casas de espetáculos apresentam shows variados de dança e música e são muito procurados por quem faz turismo na cidade.

## Locais de interesse
Os lugares turísticos mais importantes se encontram no Centro Histórico da Cidade, setor formado praticamente pelos bairros de Monserrat e San Telmo. A cidade começou a se construir ao redor da Praça Maior, hoje Plaza de Mayo (Praça de Maio), e as instituições administrativas da Colônia estavam instaladas na área. A leste da Praça pode se observar a Casa Rosada, atual sede do Poder Executivo da Argentina, em cujo lugar antigamente se encontrava o Forte. Ao norte da Praça se encontra a Catedral Metropolitana, que ocupa o mesmo lugar desde a colônia, e o edifício do Banco de la Nación Argentina, cuja parcela era em principio propriedade de Juan de Garay. Outra importante instituição colonial foi o Cabildo, localizado a oeste, que não se conserva em sua forma original já que parte de sua estrutura foi demolida para a abertura da Avenida de Maio e a diagonal Julio A. Roca. Ao sul se observa o edifício do antigo Congresso da Nação, onde atualmente funciona a Academia Nacional da História. E por último, a noroeste pode observar-se a Chefatura de Governo da Cidade, avançando até a Avenida de Maio.
A Avenida de Maio é considerada o Eixo Cívico, já que une a Casa Rosada com o Palácio do Congresso, sedes do Poder Executivo e do Poder Legislativo, respectivamente. Por esta avenida podem ser observados alguns edifícios de grande interesse cultural, arquitetônico e histórico: se encontram instalados a Casa da Cultura, o Palácio Barolo e o Café Tortoni, entre outros. Abaixo desta avenida corre a linha  do metrô de Buenos Aires que ao ser inaugurado em 1913 se convirteu no primeiro da Ibero-América. Ao chegar ao final da artéria se pode observar um conjunto de praças, decoradas com vários monumentos e esculturas, entre as quais se encontra uma cópia assinada de O Pensador de Rodin. Nas cercanias destas praças se encontram o Palácio do Congresso e o edifício da Confeitaria El Molino.

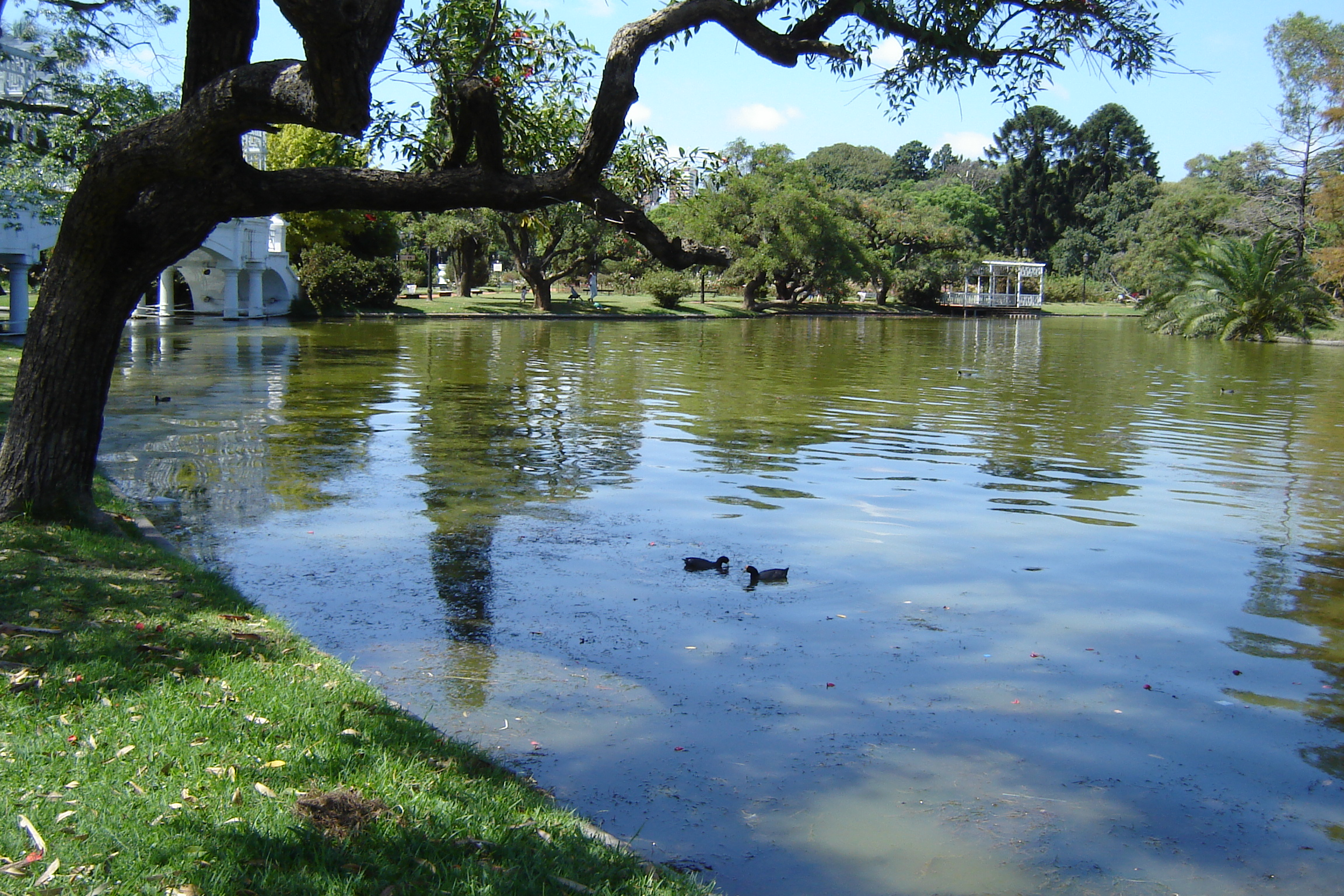
Vista de um dos lagos do Parque 3 de Fevereiro, conhecido como os Bosques de Palermo

No Centro Histórico se pode visitar, além disso, a Manzana de las Luces. Ali se encontram alojados vários edifícios com grande valor histórico, como a Igreja Santo Inácio e a sede do Colégio Nacional Buenos Aires. Lá se pode observar os túneis ocultos que corriam a cidade durante a época colonial e se pode ir também ao edifício onde funcionou o Concelho Deliberante desde 1894 a 1931.
Na área de San Telmo se pode visitar a Praça Dorrego, onde todos os domingos se instala a famosa Feira de Antiguidades. Além disso em suas cercanias se localizam vários comércios de antiquários e um complexo jesuíta formado pela igreja de Nossa Senhora de Belém, a Paróquia de São Pedro Telmo e o Museu Penitenciário "Antonio Ballve". Na área se encontram também o Museu Histórico Nacional e o Parque Lezama, onde foram alojadas várias esculturas e monumentos.

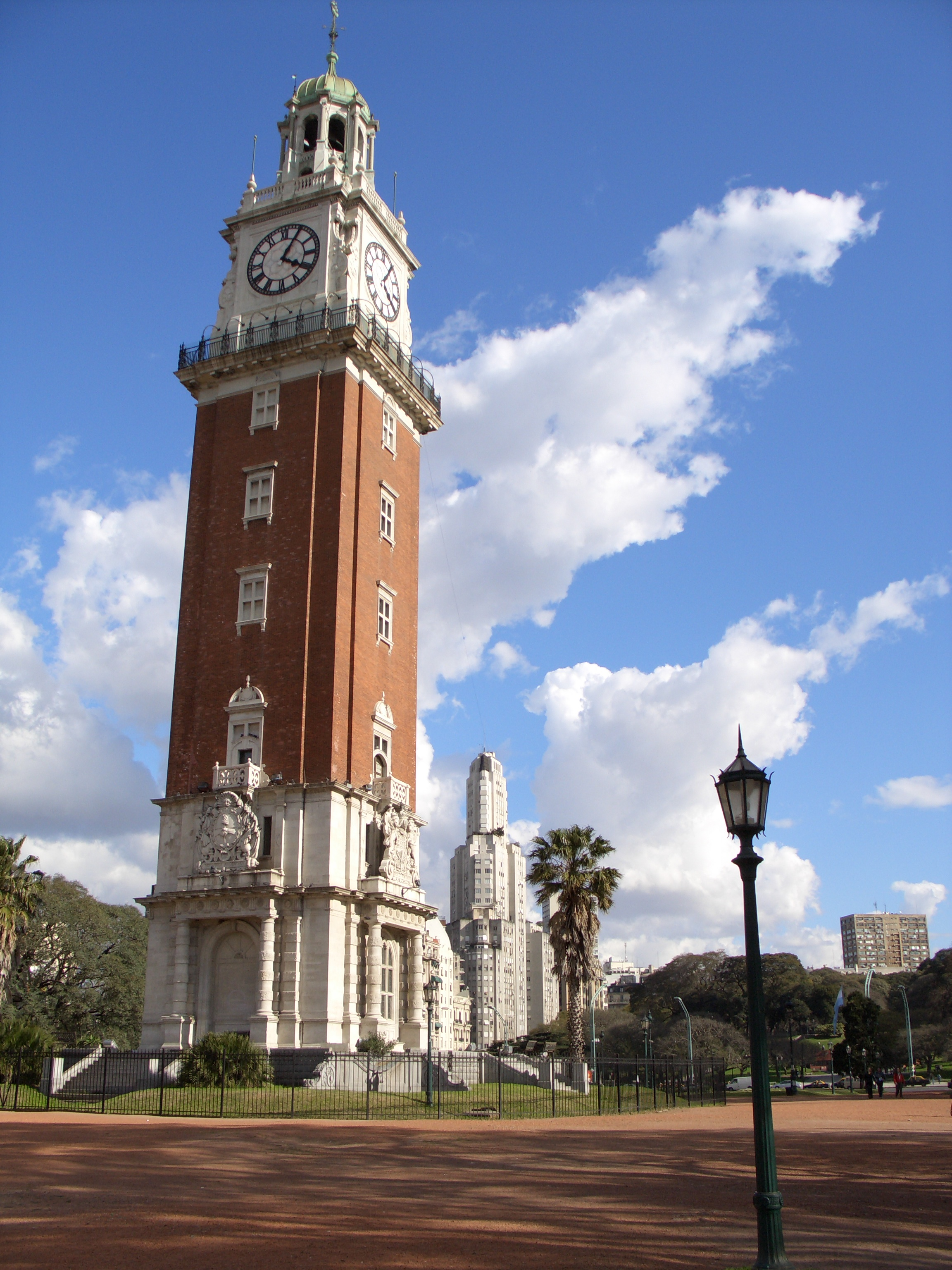
La Torre Monumental foi uma doação de residentes britânicos em comemoração do centenário da Revolução de Maio

No bairro de Recoleta se encontram uma grande quantidade de pontos turísticos e muitos que também têm um grande valor cultural. Ali se pode encontrar a sede principal do Museu Nacional de Belas Artes, a Biblioteca Nacional, o Centro Cultural Recoleta, a Faculdade de Direito da Universidade de Buenos Aires, a Basílica Nossa Senhora de Pilar, o Palais de Glace, o Bar La Biela e o Cemitério da Recoleta, onde se encontram alojados os restos de Eva Duarte de Perón.
No bairro de Retiro se pode visitar a estação de mesmo nome, e se pode percorrer vários monumentos e edifícios emblemáticos da cidade: neste bairro se encontram os monumentos aos Caídos na Guerra das Malvinas e ao General San Martín, assim como a Torre Monumental e o Edifício Kavanagh, um dos mais altos da cidade.
O Museu de Arte Latino-americano de Buenos Aires se encontra no bairro de Palermo, e é um dos mais importantes do país. Também se encontram neste bairro os Bosques de Palermo, onde se pode visitar o Planetário, e o Zoológico de Buenos Aires.
Outro ponto turístico por sua importância cultural é a Avenida Corrientes. Nela se encontram instalados uma grande quantidade de teatros, como o Teatro San Martín, e outra grande quantidade de locais de interesse como o Passeio La Plaza e o Estádio Luna Park. Na intersecção desta avenida com a Avenida 9 de julio se encontra o Obelisco, um emblema da Cidade de Buenos Aires. Também foi instalado nesta avenida o Mercado de Abastecimento, que na atualidade foi convertido em um centro comercial.
Na atualidade, Buenos Aires se converteu no atrativo turístico da comunidade homossexual mais importante da América Latina.

## Hotelaria
A  linda Cidade de Buenos Aires, lhe oferece mais de 200 possibilidades de alojamento, e  representam 36.000 praças disponíveis. Existem 17 hotéis cinco estrelas, 53 hotéis quatro estrelas, 42 hotéis três estrelas e 64 estabelecimentos de dois e uma estrela, e também conta com 27 apart hotéis. Estes hotéis se encontram instalados em sua maioria na zona central da cidade, com fácil acesso aos principais e mais procurados pontos turísticos
Também existem muitas hospedagens e alojamentos alternativos, para quem busca algo mais econômico. Estes estabelecimentos geralmente estão situados em bairros mais distantes, mas o sistema de transporte permite o traslado de uma forma fácil e econômica.
Como a cidade é um polo universitário, existe uma grande quantidade de albergues juvenis e residências universitárias com custos acessíveis para os estudantes provenientes tanto do interior do país como dos países limítrofes.